# Khối Hoa ngữ

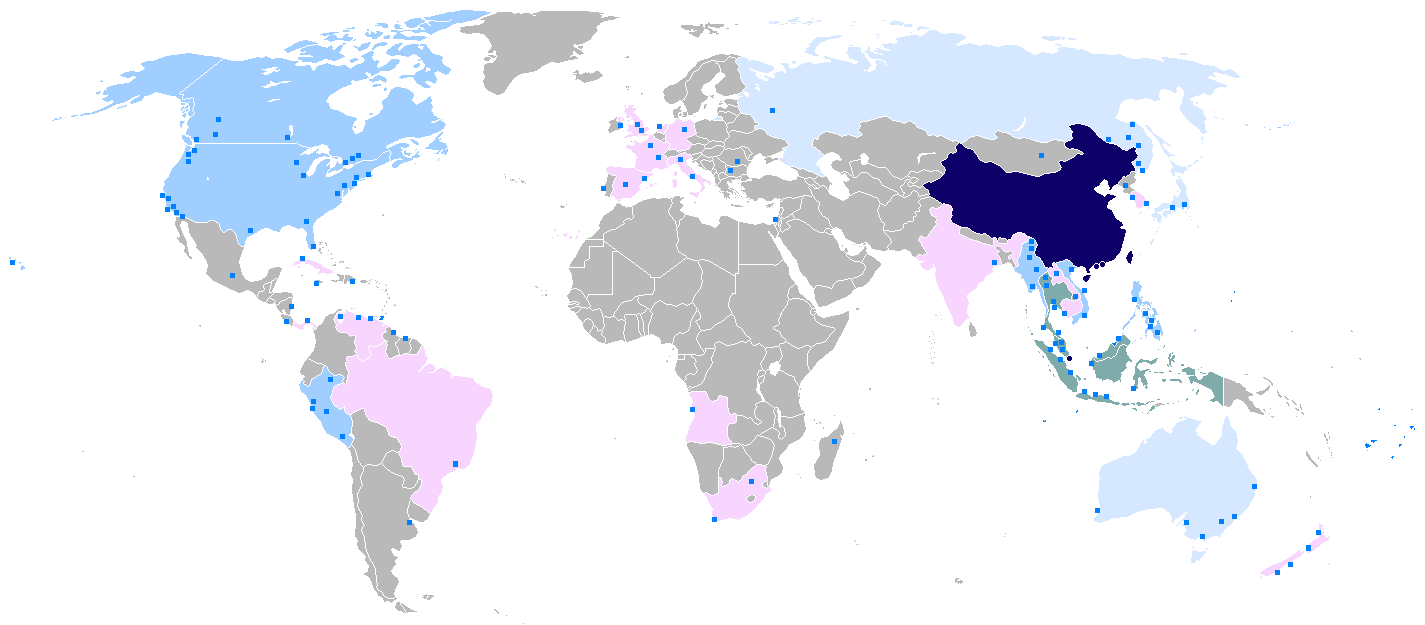
Bản đồ toàn bộ khối Hoa ngữ
Các quốc gia với đại bộ phận người dân nói tiếng Hoa
Các quốc gia có hơn 5.000.000 người nói tiếng Hoa
Các quốc gia có hơn 1.000.000 người nói tiếng Hoa
Các quốc gia có hơn 500.000 người nói tiếng Hoa
Các quốc gia có hơn 100.000 người nói tiếng Hoa
Phần lớn người nhập cư nói tiếng Hoa

Khối Hoa ngữ hay còn gọi là khu vực Hoa ngữ, khu vực nói tiếng Hoa, thế giới nói tiếng Hoa hay các nước nói tiếng Hoa (giản thể: 汉语圈; phồn thể: 漢語圈; bính âm: hàn yǔ quān; Hán-Việt: Hán ngữ quyển; tiếng Anh: Sinophone), ý chỉ các quốc gia và vùng lãnh thổ nói ít nhất một phương ngữ tiếng Hoa. Tiếng Quan thoại là ngôn ngữ nói thông dụng nhất hiện nay với hơn một tỷ người sử dụng, xấp xỉ 20% dân số thế giới.